# Proescutella
Proescutella is een geslacht van uitgestorven zee-egels uit de klasse van de Echinoidea. Exemplaren van dit geslacht zijn slechts als fossiel bekend.